# Sacoila squamulosa
Sacoila squamulosa là một loài thực vật có hoa trong họ Lan. Loài này được (Kunth) Garay miêu tả khoa học đầu tiên năm 1980.